# Sant Vicenç de Castellar del Riu
Sant Vicenç de Castellar del Riu és una església de Castellar del Riu (Berguedà) inclosa a l'Inventari del Patrimoni Arquitectònic de Catalunya.

## Situació
Es troba al sector central del terme municipal, a la caseria de Castellar del Riu que cedí el nom al municipi. S'aixeca a la dreta del torrent dels Porxos, uns cinquanta metres per sota de la masia del Riu. Està amagada dins d'un espès bosc mixt a llevant d'un prat. Les capçades dels arbres arriben a tapar el campanar de l'església.
S'hi accedeix des de la carretera BV-4243 (de Berga als Rasos de Peguera). Al km. 4,9 (42° 06′ 38″ N, 1° 47′ 28″ E / 42.110486°N,1.791186°E), després del trencall d'Espinalbet, es pren la pista asfaltada de l'esquerra, senyalitzada direcció "Castellar del Riu". Al cap d'1,8 km. es deixa l'asfalt i s'agafa la pista de la dreta també senyalitzada "Castellar del Riu". Recorreguts 300 metres i deixat el trencall de Can Rebeu, es troba el pas barrat. Caldrà deixar el vehicle en una vora i continuar a peu 1,3 km. fins a la masia del Riu. Per arribar a Sant Vicenç, es continua per la pista que passa per darrere, al nord, dels edificis del mas fins a trobar, després d'uns 500 metres un trencall que baixa als prats. Durant aquest últim tram es pot entreveure el cap del campanar de l'església.

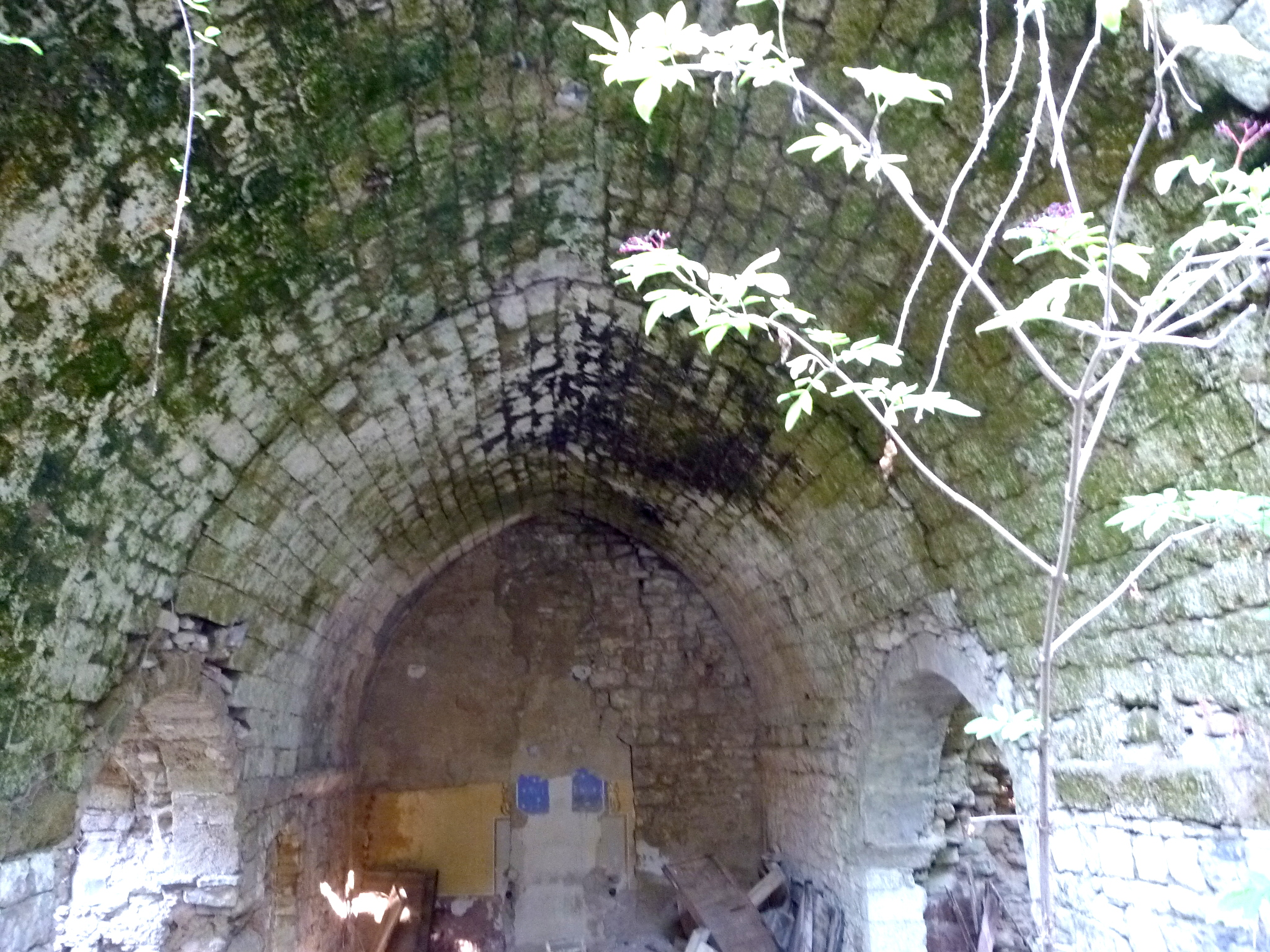
Volta apuntada

## Descripció
Església d'una sola nau coberta amb volta de canó lleugerament apuntada, acabada a llevant amb un absis semicircular. Les capelles laterals són d'època posterior, cobertes amb volta de canó. Al sud-oest trobem una torre campanar de base quadrada. La porta d'entrada actual està oberta a l'absis, on també trobem una finestra a un nivell superior. L'absis exteriorment està a la mateixa alçada que la nau. La coberta és a dues aigües de teula àrab. El parament és de carreus de pedra, més o menys de la mateixa mida, ben escairats, disposats en filades i units amb morter. El conjunt està envoltat per antics conreus, avui prats de pastura, i boscos.
L'edifici està molt malmès. La teulada està esfondrada des de l'absis fins a l'arc presbiteral que encara es manté. El campanar es veu també mig enderrocat. No obstant encara es pot contemplar la volta apuntada de la resta de la nau.

## Història
La primera menció data del 839. El 15/12/900 consagra l'església el bisbe Nantigís, segons consta a l'arxiu de la catedral d'Urgell.